# Романов, Василий Павлович
Василий Павлович Романов (11 апреля 1799 — 28 июня 1874, Санкт-Петербург) — генерал-лейтенант флота.

## Биография
Поступив 28 мая 1811 года в Морской корпус кадетом и произведённый 7 июля 1812 года в гардемарины, а 21 июля 1815 года — в мичманы, он в 1816 и 1817 году на транспорте «Полифем» перешёл из Кронштадта в Архангельск и обратно, а в 1818 году плавал в Финском заливе на корабле «Берлин».
27 февраля 1820 года Романов получил чин лейтенанта и далее плавал на транспорте «Мезень» — из Архангельска в Кронштадт в 1821 году, на фрегате «Диана» — по Балтийскому морю в 1822 году, на корабле «Три Святителя» — от Кронштадта до Исландии в 1824 году, на фрегате «Патрикий» — по Балтийскому морю в 1825 году, на бриге «Охта» — из Кронштадта на Мальту в 1827 году и в Адриатическом и Средиземном морях в 1828—1830 годах, причём в кампании 1829 года принимал частие в делах с турками в Архипелаге.
Произведенный 6 апреля 1830 года в капитан-лейтенанты, он в том же году, на корабле «Император Пётр І» крейсировал у Красной Горки, а в 1832 и 1833 годах — в Балтийском море. В 1834—1838 годах Романов состоял адъютантом при главном командире Кронштадтского порта адмирале Рожнове и, будучи произведён 6 декабря 1838 года в капитаны 2-го ранга, был назначен 18 октября 1839 года состоять при Рожнове по особым поручениям, а 6 декабря 1840 года получил чин капитана 1-го ранга. 4 декабря 1843 года Романов за проведение 18 морских полугодовых кампаний был награждён орденом Святого Георгия 4-й степени (№ 6987 по кавалерскому списку Григоровича — Степанова).
6 декабря 1849 года произведённый в генерал-майоры, Романов был назначен членом Общего присутствия Кораблестроительного департамента Морского министерства, а через 10 лет, 4 января 1860 года, вышел в отставку с чином генерал-лейтенанта.
Романов принимал участие в деятельности Русского общества пароходства и торговли (РОПиТ) и писал о нём в разных изданиях конца 1850-х — начала 1860-х годов.
Скончался Романов 28 июня 1874 года в Санкт-Петербурге, похоронен на Смоленском православном кладбище.